# 野村交通
野村交通（のむらこうつう）は、岡山県倉敷市に本社を置く、旅客自動車運送事業者である。

## 概要
同社はタクシーと貸切バスを主な事業とし、本社は倉敷市のうち倉敷地域と水島地域を拠点にしている。 また、日本国内各地の営業所も本社とほぼ同様の事業内容である。

## 沿革
- 1961年（昭和36年） - 岡山県一般乗用旅客自動車運送事業免許取得、「野村タクシー」として創業。
- 1969年（昭和44年） - 「野村交通株式会社」になる。
- 1973年（昭和48年） - 関東営業所、名張営業所　開設。
- 1975年（昭和50年） - 岡山県一般貸切旅客自動車運送事業免許取得。
- 1983年（昭和58年） - 岡山県旅行業登録 、貸切観光バス事業を始める。
- 1985年（昭和60年） - 札幌営業所開設
- 1989年（平成元年） - 倉敷市交通局解散に伴い貸切バス事業の一部を引き継ぐ。
- 2015年（平成27年） - 事業譲渡に伴い、HINODE&SONS傘下となる。

## 本社および営業所
- 本社 - 岡山県倉敷市福田町古新田862
  - タクシー事業部
  - 観光事業部
  - 整備工場
- 関東支店 - 茨城県坂東市長谷910-2

## 車両
主に三菱ふそうトラック・バスが主体で日野自動車製といすゞ自動車製を保有している。

### 主力車種
- 三菱ふそう・エアロエース
- 日野・セレガ
- いすゞ・ガーラ